# Uncaria rhynchophylla

La Uncaria rhynchophylla és una planta amb flors del gènere Uncaria, de la família de les rubiàcies. A la Xina és coneguda pel nom Gou Teng o diào gōu téng 釣鉤藤, 钓钩藤, i s'hi utilitza en la medicina tradicional.

## Descripció

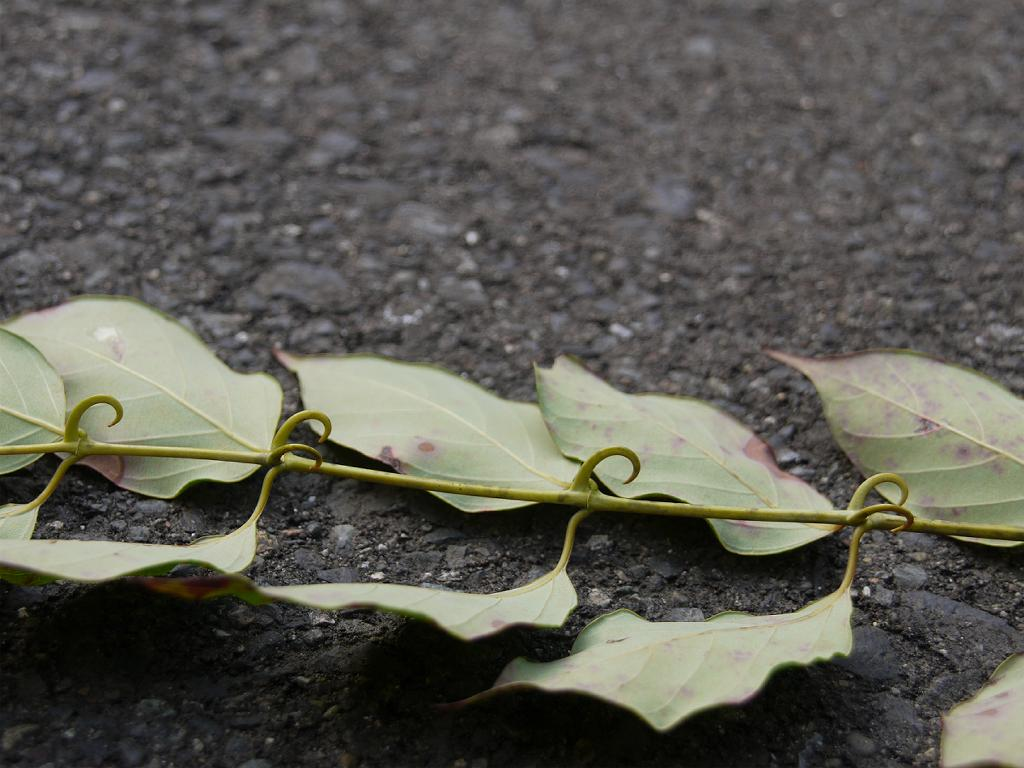
Fulles

La planta creix en forma de parra, puntejada amb un seguit d'espines que recorden l'urpa d'un gat, nom català d'una altra planta del mateix gènere. La seva escorça s'aprofita per a l'obtenció del remei popular.
La planta conté flavonoides així com l'alcaloid rhynchophylina (+)-catequina i (-)-epicatequina.